# Grammomys kuru
Grammomys kuru  (Thomas & Wroughton, 1907) è un roditore della famiglia dei Muridi diffuso nell'Africa centrale.

## Descrizione
Roditore di piccole dimensioni, con la lunghezza della testa e del corpo tra 125 e 136 mm, la lunghezza della coda tra 178 e 199 mm, la lunghezza del piede tra 24 e 29 mm, la lunghezza delle orecchie tra 15 e 18 mm.

La pelliccia è lunga e setosa. Le parti superiori sono marroni scure, cosparse di peli giallastri. Le parti ventrali sono bianche. La coda è più lunga della testa e del corpo, è uniformemente scura, è ricoperta di piccoli peli che gradualmente diventano più lunghi verso l'estremità. Sono presenti 20-21 anelli di scaglie per centimetro. Il cariotipo è 2n=50.

## Biologia

### Comportamento
È una specie arboricola e notturna.

### Alimentazione
Si nutre di parti vegetali.

## Distribuzione e habitat
Questa specie è diffuso nella Repubblica Centrafricana meridionale, Repubblica Democratica del Congo settentrionale, Uganda sud-occidentale e Ruanda occidentale.
Vive nelle foreste pluviali, foreste montane umide e semi-aride.

## Conservazione
La IUCN Red List, considerato il vasto areale e la popolazione numerosa, classifica G.kuru come specie a rischio minimo (Least Concern).